# (466221) 2012 TW29
(466221) 2012 TW29 es un asteroide perteneciente al cinturón de asteroides, descubierto el 5 de noviembre de 2007 por el equipo Spacewatch desde el Observatorio Nacional de Kitt Peak (Arizona, Estados Unidos).